# Orangeville (Utah)
Orangeville város az Amerikai Egyesült Államok Utah államában, Emery megyében. Lakosainak száma 1224 fő (2020. április 1.).

## Népesség
A település népességének változása:

| 2010 | 1 470 |
| 2020 | 1 224 |